# Petermanns Geographische Mitteilungen

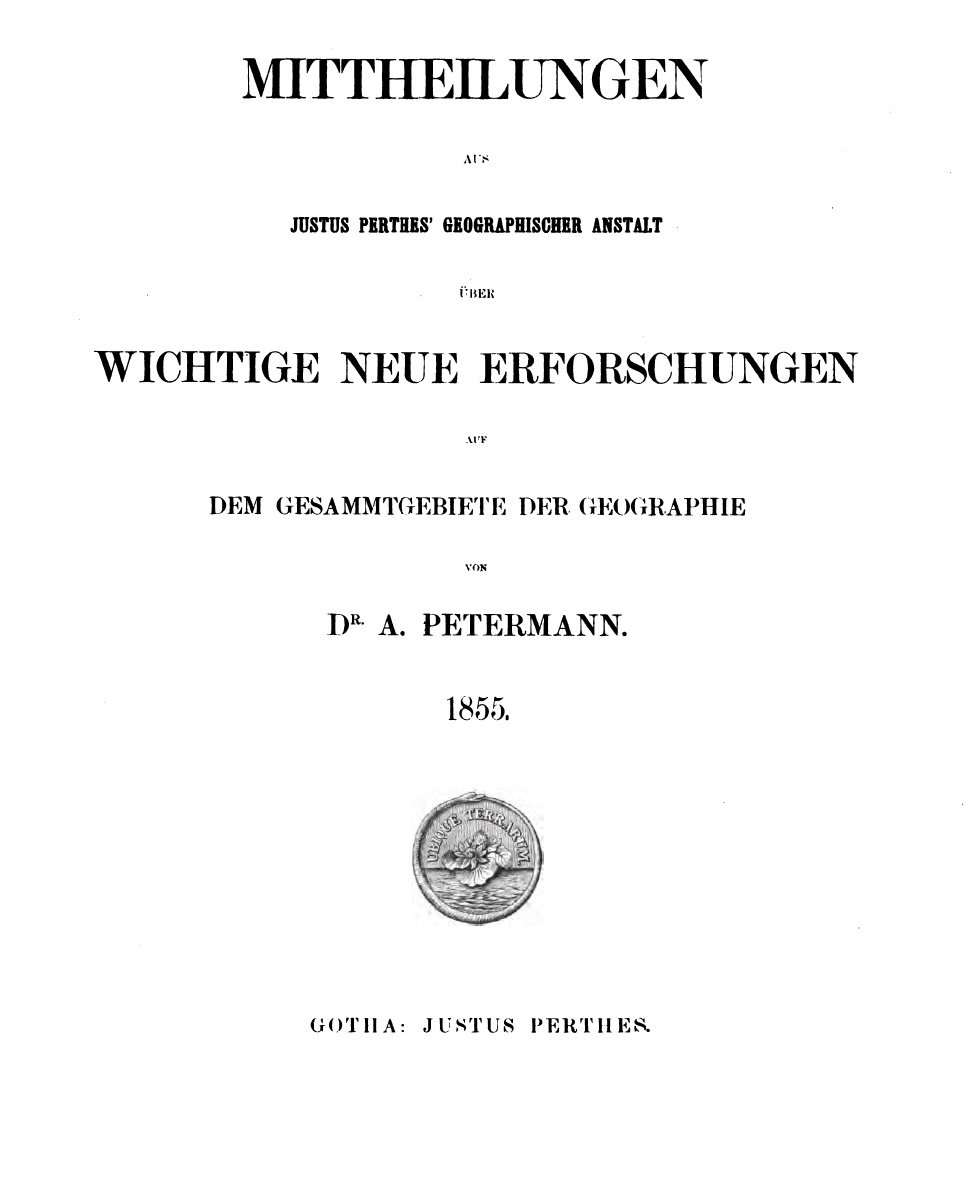
Cubierta de la primera edición, 1855.

La revista Petermanns Geographische Mitteilungen (en español: "Comunicaciones geográficas de Petermann"; abreviado PGM), fundada por August Heinrich Petermann, fue la más antigua revista científica de idioma alemán sobre geografía, en la cual todos los descubrimientos geográficos importantes de los siglos XIX y XX fueron publicados.

## Historia
Petermanns Mitteilungen fue publicada por la primera vez el 16 de marzo de 1855 por la casa editorial de Justus Perthes en Gotha (Alemania) bajo el título Mittheilungen aus Justus Perthes’ Geographischer Anstalt über wichtige neue Erforschungen auf dem Gesammtgebiete der Geographie von Dr. A. Petermann (en español: "Comunicaciones de la Institución Geográfica de Justus Perthes sobre nuevas investigaciones importantes de toda el área de la geografía del Dr. Petermann"). La publicación de los descubrimientos de la grand expedición en África del Norte de 1849 hasta 1855 de Heinrich Barth y Adolf Overweg trajo para la nueva revista por primera vez una edición con un tiraje de más de 4.000 ejemplares. Petermann consiguió incitar a más expediciones para la investigación de Australia y de las regiones polares y asegurar que los relatos y resultados de las investigaciones fueran publicados en la revista. La popularidad de la revista aumentó, y ante esto Petermann acrecentó el volumen de la publicación con los Ergänzungshefte ("cuadernos adicionales"), en los cuales, a partir de 1860, fueron publicados relatos de investigaciones originales mayores. Sven Hedin publicó en estos cuadernos los informes de investigación sobre sus expediciones. También fue publicada allí la teoría de las placas continentales, de Alfred Wegener, en el artículo titulado "Die Entstehung der Kontinente“ ("El surgimiento de los continentes"), impreso en 1912. Hasta el segundo cuarto del siglo XX se mantuvo el título oficial Dr. A. Petermanns Mitteilungen aus Justus Perthes geographischer Anstalt. Poco después se cambió el título, por razones de "fluidez", a favor del nombre abreviado "PGM".
La "receta del éxito" de la revista se basó en la publicación exclusiva de informes de investigación del mundo entero con el complemento de excelente material cartográfico. Junto al público científico, la revista también interesó al "ciudadano educado" en toda Europa. También en lo que se refiere a teoría, la revista perteneció a los "órganos líderes" de las geociencias.
El escritor de aventuras Karl May utilizó información sobre la historia del descubrimiento de la región del parque nacional de Yellowstone y sobre el tamaño del mismo parque a partir del artículo Die neu entdeckten Geyser-Gebiete am oberen Yellowstone und Madison River ("Las recién descubiertas regiones de 'geysers' en la parte superior de Yellowstone y del río Madison") para su cuento de la muerte de Winnetou y la novela romántica Der Sohn des Bärenjägers ("El hijo del cazador de osos").
La última edición, correspondiente al año 149 de la publicación, salió a fines de 2004.